# Мартін-Муньйос-де-ла-Дееса
Мартін-Муньйос-де-ла-Дееса (ісп. Martín Muñoz de la Dehesa) — муніципалітет в Іспанії, у складі автономної спільноти Кастилія-і-Леон, у провінції Сеговія. Населення — 214 осіб (2010).
Муніципалітет розташований на відстані близько 110 км на північний захід від Мадрида, 49 км на захід від Сеговії.

## Демографія
Динаміка населення (INE ):